# Childéric Muller
Pour les articles homonymes, voir Muller.
Childéric Muller, né le 3 avril 1963 à Argenteuil, est un auteur-producteur de télévision et ancien animateur de radio et télévision. Devenu homme politique, réputé proche de François Bayrou, il est élu au conseil municipal de Marseille en mars 2008, puis nommé au cabinet du maire en 2014, tout en poursuivant son activité professionnelle dans la production télévisuelle.

## Biographie

### Jeunesse
Childéric Muller est né à Argenteuil le 3 avril 1963 puis grandit à Marseille[réf. souhaitée]. Il crée le fanzine Antibof durant ses années de lycée et devient l'agent de plusieurs groupes de rock locaux.[réf. nécessaire] Il commence sa carrière à la radio, notamment sur l'antenne de la station locale Radio Star et écrit ses premiers articles pour Le Méridional[réf. souhaitée]. Il s'établit à Paris afin d'étudier à l'Institut pratique du journalisme (Université Paris-Dauphine - IPJ) en même temps qu'il collabore à plusieurs publications dont Le Matin de Paris, VSD ou Le Chasseur français[réf. souhaitée] et anime des émissions sur plusieurs radios. Mais Childéric Muller, écrit surtout pour des magazines musicaux comme Rock en Stock ou Vinyl.

### Carrière d'animateur
Dans les années 1980, Childéric Muller anime des émissions de radio et de télévision.
En 1983, il rejoint Antenne 2 en tant que journaliste scientifique[réf. nécessaire], avant de produire et de présenter des émissions spéciales sur The Cure, Indochine ou Sade Adu pour Les Enfants du rock (en 1985). Dans le même temps, il officie sur l'antenne de La Voix du Lézard et participe à la fondation de Skyrock. Patrice Blanc-Francard, directeur des programmes de la chaîne musicale TV6 l'engage afin de présenter le talk-show Système 6, émission quotidienne phare de la chaîne, où de nombreuses vedettes feront leurs débuts en tant que chroniqueurs TV (Jean-Luc Delarue, Charlotte Valandrey, Philippe Vandel…). Après la décision gouvernementale de ré-attribuer les fréquences, il mène la manifestation sur les Champs-Élysées contre la fermeture de TV6 et Radio7 puis rejoint la station de radio RMC et La Cinq où il présente et produit des émissions axées sur la musique.
De 1987 à 1989, il représente la « carte Jeunes » du ministère de la jeunesse et des sports, adoptée par plus d'un million de jeunes entre 15 et 24 ans, dont les publicités diffusées au cinéma et à la télévision reprennent le slogan: "Si Tu Payes Le Prix T'As Rien Compris", (souvent confondue à tort avec la carte SNCF). Et de 1987 à 1988, l'émission Childeric, présentée sur La Cinq.
Parallèlement et jusqu'en 1991, il anime les tranches quotidiennes de RMC. Il participe à l'époque au comité d'antenne de la radio monégasque.[réf. nécessaire]
Au début de 1991, âgé de 27 ans, Childéric décide de prendre du recul avec la notoriété, afin notamment de changer de rythme de vie et de « voir son fils grandir ». Il met alors fin à sa carrière d'animateur pour se consacrer à la production.

### Carrière de producteur
Childéric Muller  produit des programmes pour la chaîne TMC, ainsi que Toute la ville en parle, émission présentée par Guillaume Durand et diffusée en première partie de soirée par TF1 et prépare avec Patrick Sébastien la suite du « Grand Bluff ». En 1993, il devient directeur du développement de Grundy Television (en) puis Directeur Général de Grundy France/Pearson/Fremantle (la société Grundy est ensuite achetée par Pearson Television, qui deviendra en 2001 FremantleMedia). Il participe au lancement et au suivi de programmes diffusés en France (Questions pour un champion, 100 % Question, À table avec Maïté…). Au sein de l'European program comitee, il participe aux trainings Drama and fiction et anime des séminaires sur le management de l'audio-visuel[réf. nécessaire]. Childéric Muller lance également à cette époque plusieurs programmes français à l'étranger (Pour la vie ou La Fureur…) en Espagne, Italie et Grande-Bretagne par exemple[réf. nécessaire].
Il quitte ses fonctions de directeur général de Grundy France (Groupe FremantleMedia) courant 1999. Il rejoint brièvement Réservoir Prod.
En 2000, il fonde la société WAÏ TV qui produit notamment plusieurs séries de clips diffusés en première partie de soirée sur toutes les chaînes françaises à l'occasion du Printemps des Poètes, ainsi que des programmes de divertissement comme Code de la route, le grand examen, animé depuis 2003 successivement par Patrice Laffont, Gaël Leforestier, Sandrine Quetier puis par Julien Courbet. La 1re émission, diffusée par France 2 en 2003, attire près de 11 millions de téléspectateurs, sa part d'audience s'élève à 52 %. Le format est ensuite adapté par WAÏ TV dans plusieurs pays étrangers notamment sur ITV1 (UK-7 millions de téléspectateurs) ou Keshet Aroutz 2 (Israël) et régulièrement repris sur les chaînes françaises, comme en 2008 sur TF1, ou en 2011 sur France 2 sous le titre Code de la route, à vous de jouer!. Waï TV produit d'autres émissions spéciales, comme Respect ou La Télé de A à Z sur France Télévisions ou Français, la grande interro! diffusée par TF1 et présentée par Laurence Boccolini et Jean-Pierre Foucault, avec la participation de Bernard Pivot. En 2012, France 2 diffuse La Grande révision, du certif au bac, également présentée par Julien Courbet, qui permet à tous les téléspectateurs de prendre part gratuitement au jeu grâce à l'application UPinTV. D'autres émissions spéciales sont produites par Childéric en Grande-Bretagne sur ITV1 dont Great british Pop music Test ou Great British Spelling Test. Avec sa société WAÏ TV il a également créé pour les chaînes du câble, du satellite (dont TPS, TPS Foot ou Club Nelly sur Teletoon).
Childéric Muller poursuit son activité de producteur, conjointement à son mandat politique.

### Carrière politique
Lors des législatives de 2007 Childéric Muller est candidat soutenu par l'Union pour la démocratie française-Mouvement démocrate (UDF-MoDem) dans la première circonscription des Bouches-du-Rhône, 1re circonscription. Avec 2 343 voix, il se place 3e derrière l'Union pour un mouvement populaire (UMP) et le Parti socialiste (PS) mais devant le Front national.
Lors des municipales de 2008, il est tête de liste dans le premier secteur de Marseille, conduisant la campagne du Mouvement démocrate (1er et 7e arrondissements pour la liste Démocrates et écologistes). C'est au terme de ces élections qu'il est élu conseiller de Marseille avec quatre de ses colistiers.
Depuis 2008, il réalise la communication télévisée expression directe du MoDem. François Bayrou le nomme responsable de la commission communication du Mouvement démocrate en 2009 et lors de la campagne présidentielle 2012 il signe avec FJA les films officiels du candidat dont il est le mandataire auprès du CSA.
Childéric Muller est président du comité MoDem de Marseille et conseiller national du Mouvement Démocrate.
En avril 2014, il est nommé conseiller spécial de Jean-Claude Gaudin, maire de Marseille, chargé de la culture et de la communication, des grands évènements et de la diversité au sein de son cabinet.